# Patrick Beckert
Patrick Beckert (* 17. dubna 1990 Erfurt) je německý rychlobruslař.
Na velkých mezinárodních závodech debutoval v roce 2007 účastí na Mistrovství světa juniorů, kde získal stříbro ve stíhacím závodě družstev. Tentýž cenný kov pomohl německému týmu vybojovat i na juniorském MS 2009. Ve Světovém poháru se poprvé představil v roce 2008. Na seniorských šampionátech premiérově startoval v roce 2010 (19. místo na ME, 18. místo na MS ve víceboji); tentýž rok se zúčastnil i Zimních olympijských her ve Vancouveru, kde se na distanci 5000 m umístil na 22. příčce. V následujících letech byla jeho největšími individuálními úspěchy dvě osmá místa na světových šampionátech na jednotlivých tratích: v závodě na 5000 m v roce 2012 a v závodě na 10 000 m o rok později. Na ZOH 2014 skončil na 23. místě na trati 1500 m, byl osmý na pětikilometrové distanci a šestý na trati 10 km. Z MS 2015 si přivezl bronzovou medaili ze závodu na 10 000 m. Tentýž cenný kov získal na stejné distanci i na Mistrovství světa 2017. Zúčastnil se Zimních olympijských her 2018, kde v závodě na 5000 m skončil na 10. místě a na trati 10 km se umístil na 7. příčce. Z Mistrovství světa na jednotlivých tratích 2020 si přivezl bronzovou medaili ze závodu na 10 000 m. Startoval na ZOH 2022 (5000 m – 11. místo, 10 000 m – 7. místo).
Jeho sestrou je rychlobruslařka Stephanie Beckertová.